# AMWE
AMWE（アムウィ）は、作詞・作曲、デザインまでをセルフ・プロデュースする日本の女性シンガーソングライター。

## 来歴
2008年に来日したスウェーデンのエレクトロ・ポップ・アーティスト、JUVELENとの共演を機にAMWEとしての活動をスタート。Myspaceから発信した音源がフランスのプロデューサー・チーム、KITSUNEの耳にとまり、コンピ・シリーズ「Kitsune Maison」の最新作に、「Friction Between The Lovers」が収録される。これは同シリーズ初の日本語詞楽曲となった。フランスの女性ファッション誌『JALOUSE』で取り上げられる。その後、ファッション・ブランドDIESELが主催するワールド・ワイドなミュージック・コンテスト「DIESEL:U:MUSIC」の2009年度JAPAN WINNERに日本を代表するアーティストとして選出される。フランス・パリやイギリス・ロンドンなどで行われたD:U:M 2009 WORLD TOURに参加。このEUツアーではSINDEN，BREAKBOT，ANNIE MAC，THE BIG PINK等と競演。国内デビューに先駆けてロンドンのレコード・ショップPure Grooveから『BIRTH / Friction Between The Lovers』がリリースされた。
日本国内では2009年8月7日にSUMMER SONIC09、8月29日にはWIRE09への出演を果たす。2009年10月7日満を持して国内デビュー・アルバム『I AM AMWE』がリリースされた。2010年に入ってからは、活躍が期待できる新人アーティスト【iTunes Japan Sound of 2010】に選出される。2枚目のアルバムの発売に先駆け2010年9月1日から、5曲入りスペシャルEP『GIRLS AND BOYS』の先行配信がiTunesでリリースされ、2010年9月29日には待望の2ndアルバム『GIRLS』をリリース。2010年9月には、デビュー・アルバムとなる前作「I AM AMWE」のヨーロッパ盤のリリースも決定し、フランスを中心にプロモーション・ツアーも行われた。

## その他
- フランスのファッション誌『JALOUSE』の「東京カルチャー特集」においてテイ・トウワ等ともに取り上げられる。
- 『ELLE JAPON』創刊300 号における「エルが選ぶ300 人のキーパーソン」にM.I.A.、LADY GAGA 等と並んで選出される。
- 2010年活躍が期待できる新人アーティスト【iTunes Japan Sound of 2010】に選ばれる。
- サウンドプロデュースは、LEE JAY POWが担当している。
- 2010年にはヨーロッパでのファースト・アルバムがリリース。

## ディスコグラフィー

### オリジナル・アルバム
1. I AM AMWE（2009年10月7日）
2. GIRLS (2010年9月29日)　
※初回版限定はDVD付き
3. I AM AMWE (Limited European Edition)(2010年2月22日)　
※1stアルバム『I AM AMWE』のヨーロッパ盤

### シングル・アナログ盤
1. BIRTH / Friction Between The Lovers.ep（2009年/ Pure Groove）
2. Bangin' The Drum - Remixes 12" (2009年 / Jet Set)
3. GIRLS & BOYS EP(2010年)
4. ロンドンは夜8時 REMIXES (2011年)

### MIX CD
1. AMWE RADIO - one（2009年）
2. AMWE RADIO - JET SET Edition(2009年)

### 参加作品
1. Kitsune Maison Compilation 8 - The Chic and Nice issue（2009年 / Kitsune）
M-11 AMWE - Friction Between The Lovers
2. HEARTSREVOLUTION / HEARTS NIPPON (2009年 / P-Vine)
AMWE REMIX - Dance Till Dawn
3. GOLDEN BUG / ASSASSIN（2009年 / Bang Gang 12 inches）
GOLDEN BUG feat.AMWE - Ghost Days
4. blanc.  / CANVAS (2009年 / avex)
5. HOUSE DISNEY / ELECTRO PARADE (2010年 / avex)
M-7 AMWE - Part Of Your World
6. London Elektricity / YIKES! (2011年)
ロンドンは夜8時